# Pierre Bézier
Pierre Érienne Bézier (1 tháng 9 năm 1910 – 25 tháng 11 năm 1999) là một nhà kĩ sư Pháp, người tạo ra đường cong Bézier và mặt phẳng Bézier nền tảng cho các thiết kế hỗ trợ máy tính và hệ thống tạo hình máy tính.
Sinh tại Paris, Bézier lấy bằng kĩ sư cơ khí ở École nationale supérieure d'arts et métiers năm 1930. Ông lấy thêm bằng điện tử năm 1931 tại École Supérieure d'Électricité, và lấy bằng tiến sĩ năm 1977 về toán tại Đại học Paris.
Ông làm việc cho Renault từ 1933 đến 1975, nơi ông phát triển hệ thống CAD-CAM Unisurf.
Từ 1968 đến 1979 ông là giáo sư về kĩ thuật sản xuất tại Conservatoire national des arts et métiers.
Năm 1985, ông được công nhận bởi ACM SIGGRAPH với giải thưởng 'Steven A. Coons' cho các cống hiến trong đời ông về họa hình vi tính và kĩ thuật tương tác.